# Liste der denkmalgeschützten Objekte in Klagenfurt am Wörthersee-Großbuch
Die Liste der denkmalgeschützten Objekte in Klagenfurt am Wörthersee-Großbuch enthält die denkmalgeschützten, unbeweglichen Objekte der Katastralgemeinde Großbuch der Gemeinde Klagenfurt am Wörthersee.

## Denkmäler
| Foto |                 | Denkmal                                                                    | Standort                                        | Beschreibung | Metadaten |
| ---- | --------------- | -------------------------------------------------------------------------- | ----------------------------------------------- | --- | --- |
| ja   | Datei hochladen | Kath. Pfarrkirche hl. Martin und Friedhof HERIS-ID: 59228 Objekt-ID: 70313 | Ponfeld, Ponfeldstraße 92 Standort KG: Großbuch | Die dem hl. Martin geweihte Pfarrkirche in Ponfeld steht oberhalb der Ortschaft und ist von einem Friedhof umgeben. Sie wurde urkundlich 1193 und 1220 erstmals erwähnt und im 15. Jahrhundert erstmals zur Pfarre erhoben. Die ursprünglich romanische einschiffige kleine Chorturmkirche wurde in barocker Zeit umgebaut. Sie besitzt ein Krüppelwalmdach mit Steinplattleindeckung. Der gedrungene Ostturm ist von einem Spitzhelm bekrönt. | BDA-Hist.: Q38086365 Status: § 2a Stand der BDA-Liste: 2025-06-30 Name: Kath. Pfarrkirche hl. Martin und Friedhof GstNr.: 1090 Pfarrkirche St. Martin am Ponfeld |